# Tamura Yuki
Yuki Tamura (sinh ngày 31 tháng 12 năm 1985) là một cầu thủ bóng đá người Nhật Bản.

## Sự nghiệp câu lạc bộ
Yuki Tamura đã từng chơi cho Sanfrecce Hiroshima, Ehime FC, FC Gifu và Gainare Tottori.